# Шаріфа Давронова
Шаріфа Давронова (нар. 27 вересня 2006) — узбецька легкоатлетка, яка спеціалізується у потрійному стрибку.

## Спортивні досягнення
Чемпіонка світу серед юніорів у потрійному стрибку (2022).
Чемпіонка Узбекістана серед дорослих у потрійному стрибку в приміщенні (2022).